# Каунсил (Ајдахо)
Каунсил (енгл. Council) град је у америчкој савезној држави Ајдахо.

## Демографија
По попису из 2010. године број становника је 839, што је 23 (2,8%) становника више него 2000. године.
| Група             | 2000.       | 2010.       |
| Белци             | 780 (95,6%) | 792 (94,4%) |
| Афроамериканци    | 0 (0,0%)    | 1 (0,1%)    |
| Азијати           | 1 (0,1%)    | 2 (0,2%)    |
| Хиспаноамериканци | 13 (1,6%)   | 25 (3,0%)   |
| Укупно            | 816         | 839         |